# 细叶蓼
细叶蓼（学名：Polygonum taquetii）为蓼科蓼属下的一个种。

## 扩展阅读
維基物種上的相關：细叶蓼